# Guldbaggegalan 1965
Den andra Guldbaggegalan, som belönade svenska filmer från 1964 och 1965, hölls den 15 oktober 1965.

## Vinnare
| Högsta kvalitetspoäng     | Bästa regi                                 |
| ------------------------- | ------------------------------------------ |
| - Bröllopsbesvär (1,6)    | - Arne Sucksdorff – Mitt hem är Copacabana |
| Bästa skådespelerska      | Bästa skådespelare                         |
| - Eva Dahlbeck – Kattorna | - Jarl Kulle – Bröllopsbesvär              |
| Juryns specialbagge       |                                            |
| - Leif Furhammar          |                                            |